# Prats-de-Carlux
Prats-de-Carlux is een gemeente in het Franse departement Dordogne (regio Nouvelle-Aquitaine) en telt 470 inwoners (2004). De plaats maakt deel uit van het arrondissement Sarlat-la-Canéda.

## Geografie
De oppervlakte van Prats-de-Carlux bedraagt 13,1 km², de bevolkingsdichtheid is 35,9 inwoners per km².
De onderstaande kaart toont de ligging van Prats-de-Carlux met de belangrijkste infrastructuur en aangrenzende gemeenten.

## Demografie
Onderstaande figuur toont het verloop van het inwonertal (bron: INSEE-tellingen).